# Agammaglobulinèmia lligada al cromosoma X
L'agammaglobulinèmia lligada al cromosoma X, també anomenada agammaglobulinèmia de Bruton, és una malaltia congènita, d'origen genètic i transmissió hereditària lligada al cromosoma X, que es caracteritza per provocar un dèficit d'immunitat (immunodeficiència primària). Va ser la primera immunodeficiència primària clarament identificada. En els pacients afectats els precursors dels limfòcits B (unes cèl·lules hematopoètiques involucrades en el desenvolupament del sistema immunitari) no arriben a convertir-se en limfòcits B madurs i cèl·lules plasmàtiques. Les cèl·lules plasmàtiques són les encarregades de produir anticossos o immunoglobulines. Com a conseqüència els pacients que presenten aquesta afecció manquen d'immunoglobulines i són molt propensos a presentar infeccions repetides des de la infància, com a otitis, conjuntivitis, dermatitis i sinusitis. També infeccions greus com a pneumònia, sèpsia o meningitis que posen en perill la vida del malalt. La major part d'aquestes infeccions es deuen a bacteris encapsulats piogènics (Streptococcus pneumoniae, Haemophilus influenzae i Staphylococcus aureus) També són habituals les infeccions del tracte digestiu per Giardia lamblia. En els casos de sèpsia s'aïllen predominantment membres del gènere Pseudomonas, encara que adesiara patògens insòlits poden ser causa d'infeccions disseminades en individus amb aquest tipus d'agammaglobulinèmia.
La malaltia afecta únicament als homes i és originada per una mutació en el gen BTK, situat en el cromosoma X i responsable de la producció de l'enzim tirosina-cinasa de Bruton. El BTK té un paper crucial en la maduració dels limfòcits B així com en l'activació d'altres cèl·lules, com els mastòcits.
La primera descripció de l'afecció va ser realitzada l'any 1952 pel pediatre nord-americà Ogden Bruton (1908-2003), el qual va estudiar detingudament el cas d'un nen de 8 anys que presentava pneumònies recurrents i falta de gamma-globulines en sang.

## Clínica
En l'examen físic dels nens que sofreixen aquesta malaltia és típic apreciar signes d'hipoplàsia del teixit limfoide (amígdales i vegetacions adenoides petites o inexistents, per exemple) i disminució del pes i la talla per a la seva edat.
S'ha descrit en alguns pacients amb malalties autoimmunes, com ara la colitis ulcerosa i l'anèmia hemolítica autoimmunitària. És freqüent la presencia d'un quadre de compromís articular similar al de l'artritis reumatoide juvenil.

## Diagnòstic
Ha de corroborar-se l'absència o la marcada disminució d'almenys quatre classes d'immunoglobulines (IgG, IgM, IgA i IgE) en sang per electroforesi proteica, un mètode amb resultats difícils d'avaluar abans dels 6 mesos d'edat a causa de la presència sèrica d'anticossos materns, per la qual cosa pot realitzar-se un procediment més invasiu com és una biòpsia intestinal que mostri l'absència de cèl·lules plasmàtiques en la làmina pròpia de l'intestí.
No s'altera en aquests pacients: la resposta cel·lular, la quantificació de subpoblacions limfocitàries T, la prova d'hipersensibilitat retardada, la limfoproliferació envers la fitohemaglutinina i el cultiu mixt de limfòcits que mostren valors normals; d'igual forma, l'activitat de les cèl·lules assassines naturals és normal.

## Tractament
El tractament consisteix a administrar gamma globulina IV a raó de 200-400 mg/kg/dosi cada 3 a 4 setmanes en diversos cicles i de per vida. Dosis majors a 500 mg/kg són efectives per a la prevenció d'infeccions bacterianes. 
En casos molt determinats pot estar indicat el trasplantament de moll d'os i de cèl·lules mare. Es treballa en el desenvolupament d'una teràpia gènica que faci possible reemplaçar o reparar el gen afectat.
Cal educar als familiars per a extremar les mesures d'higiene personal i ambiental, sobretot durant la lactància, així com protegir la integritat de les barreres corporals naturals dels nens evitant procediments invasius i mantenir després una nutrició adequada. És convenient l'ús d'antibiòtics sistemics d'ampli espectre com a tractament profilàctic amb l'objectiu de reduir el risc d'infeccions. Ha d'evitar-se l'administració de vacunes vives atenuades.